# 99. pehotni bataljon (ločeni)
99. pehotni bataljon (ločeni) (angleško 99th Infantry Battalion (Separate); tudi Norveški bataljon) je bil pehotni bataljon Kopenske vojske ZDA, ki je bil ustanovljen iz norveških pripadnikov Kopenske vojske ZDA.

## Zgodovina
Poleti 1942 je Kopenska vojska ZDA ustanovila Norveški bataljon iz Norvežanov, norveških beguncev in Američanov norveškega rodu; pogoj za dodelitev v enoto je bilo znanje norveščine. 
Urejenje se je pričelo julija 1942 in je bilo usmerjeno v nekonvencionalno bojevanje (vojaško smučanje, gorsko bojevanje, gverilsko bojevanje,...). Decembra istega leta se je v Koloradu pričelo zimsko urjenje, pri čemer je bilo veliko inštruktorjev iz vrst Kraljeve norveške kopenske vojske.
Septembra 1943 je bil bataljon poslan v Anglijo; ker invazija na Norveško ni bila več v načrtu, so spremenili tudi načrt za enoto. Sprva je bataljon postal prištabni bataljon 1. armade, nato pa je bil junija 1944 premeščen v Francijo; tu so nadaljevali urjenje in opravljali stražarsko dolžnost. 
Konec avgusta 1944 so bili dodeljeni 2. oklepni diviziji, pri čemer je bataljon doživel prvi boj; pozneje se je bataljon bojeval tudi pod 30. pehotno divizijo.
Novembra 1944 je bil bataljon premeščen v zaledje 1. armade, kjer so iskali nemške padalce. Med decembrom 1944 in januarjem 1945 je bataljon sodeloval v ardenski ofenzivi.
Potem je bil bataljon premeščen v Francijo, kjer je postal del 474. pehotnega bataljona; polk ni bil vpleten v nobeno večjo bitko.
Junija 1945 je bil Norveški bataljon poslan v Oslo, kjer je opravljal ceremonialne dolžnosti ob koncu vojne. 
V ZDA se je bataljon vrnil oktobra 1945 in bil posledično razpuščen.